# Rohren
Rohren ist ein östlicher Stadtteil von Monschau in der Städteregion Aachen.

## Ortshistorie
Der Name Rohren weist auf die Entstehung aus einer Rodung hin. Ursprünglich lebten hier Waldbauern, die unter anderem Holzgefäße (sog. „Schottele“) herstellten, die zum Absetzen von Rahm genutzt wurden.
Bis Ende 1971 gehörte Rohren als eigenständige Gemeinde zum damaligen Kreis Monschau und zum damaligen Regierungsbezirk Aachen. Durch das Aachen-Gesetz wurden am 1. Januar 1972 sowohl der Kreis als auch der Regierungsbezirk aufgelöst und Rohren in die Stadt Monschau eingegliedert.
Rohren war viele Jahre ein Zentrum des Skisports und verfügte über einen eigenen Skilift. Im Sommer zählte eine Rodelbahn zu den Attraktionen. Beides wurde mittlerweile aus wirtschaftlichen Gründen aufgegeben. Dagegen besteht weiterhin ein Waldlehrpfad und eine Historische Sägemühle am Kluckbach, wo aufgeschichtete Schaumeiler und eine wasserbetriebene Sägemühle sowie in deren Innerem auch historische Arbeitsgeräte besichtigt werden können.

Impressionen
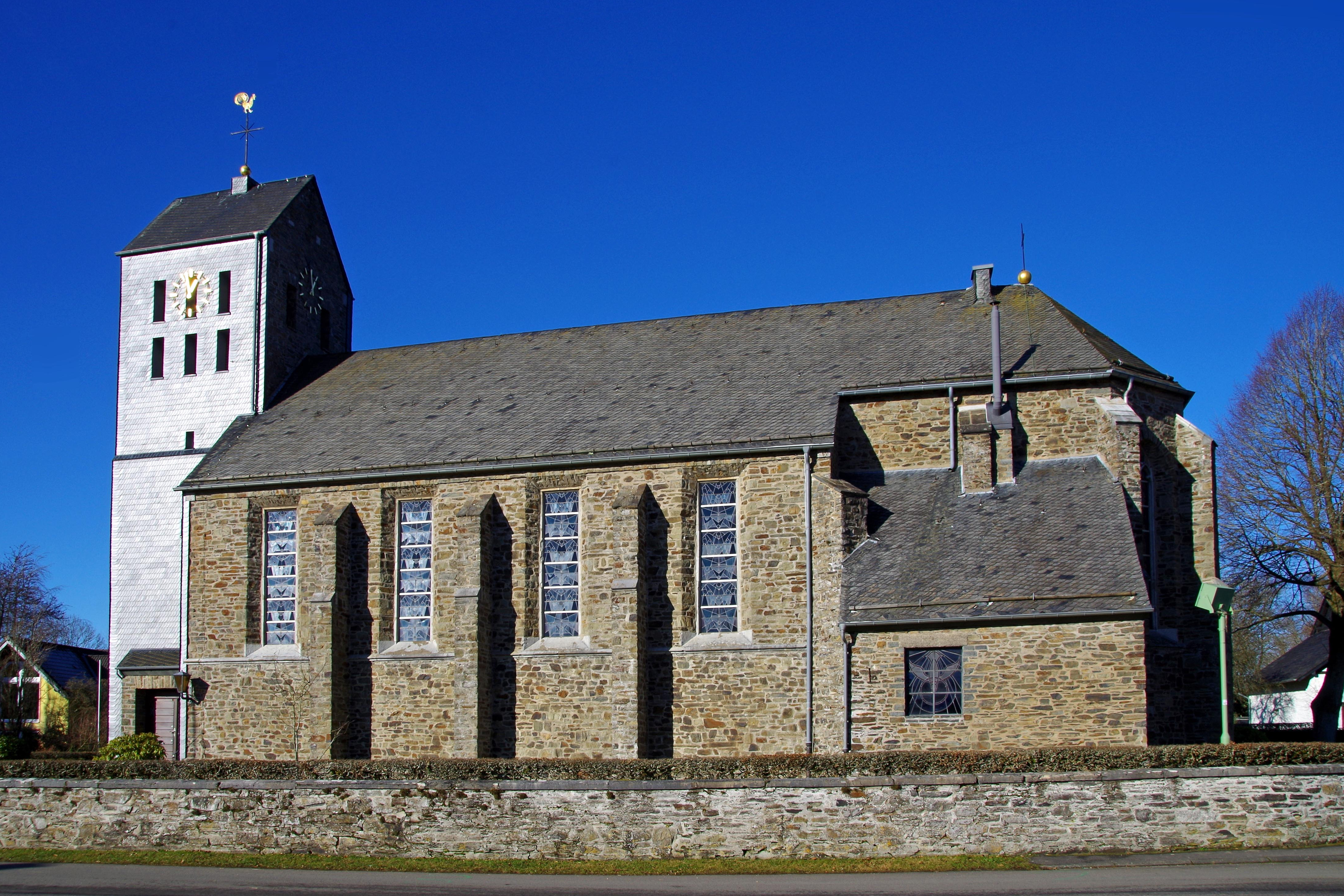
St. Cornelius (Rohren), Südostseite
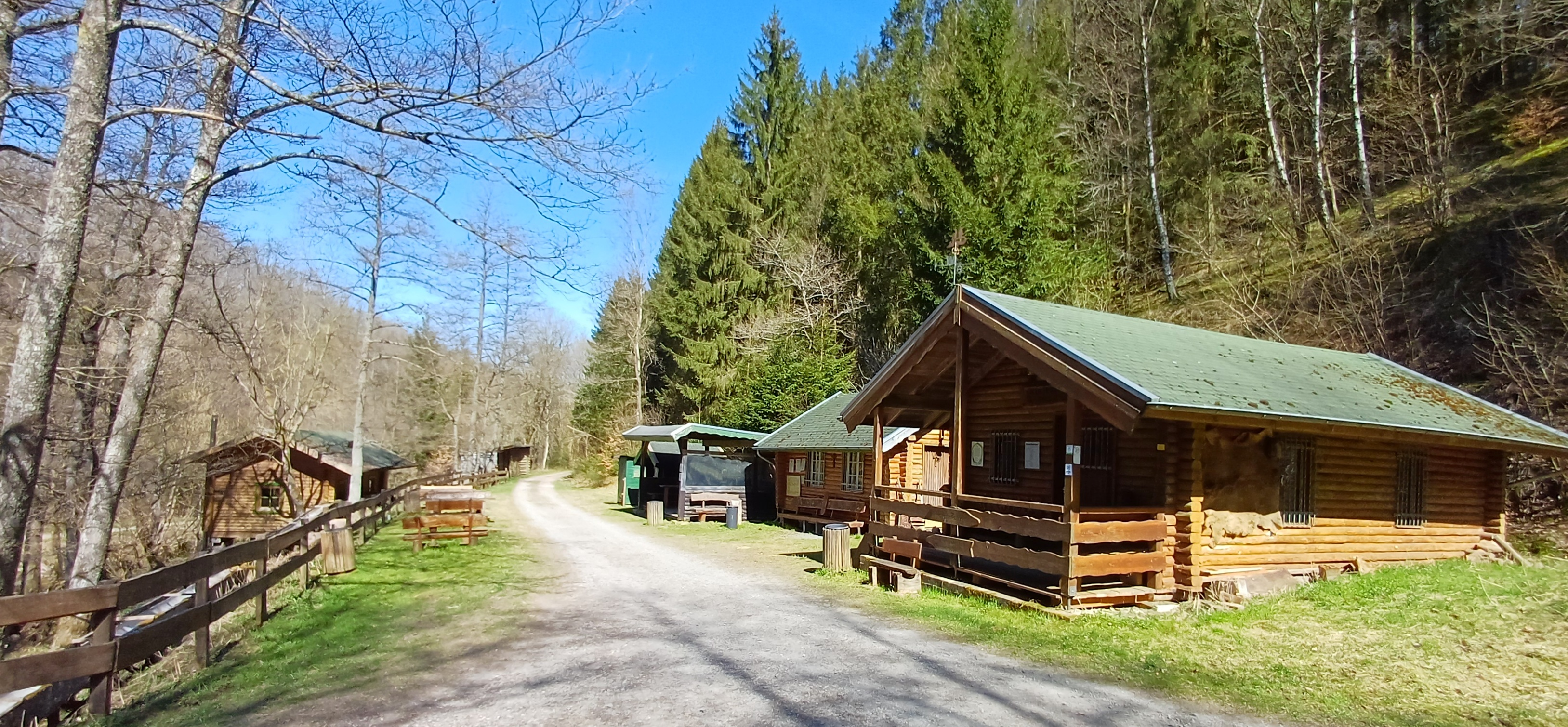
Sägemühle Rohren
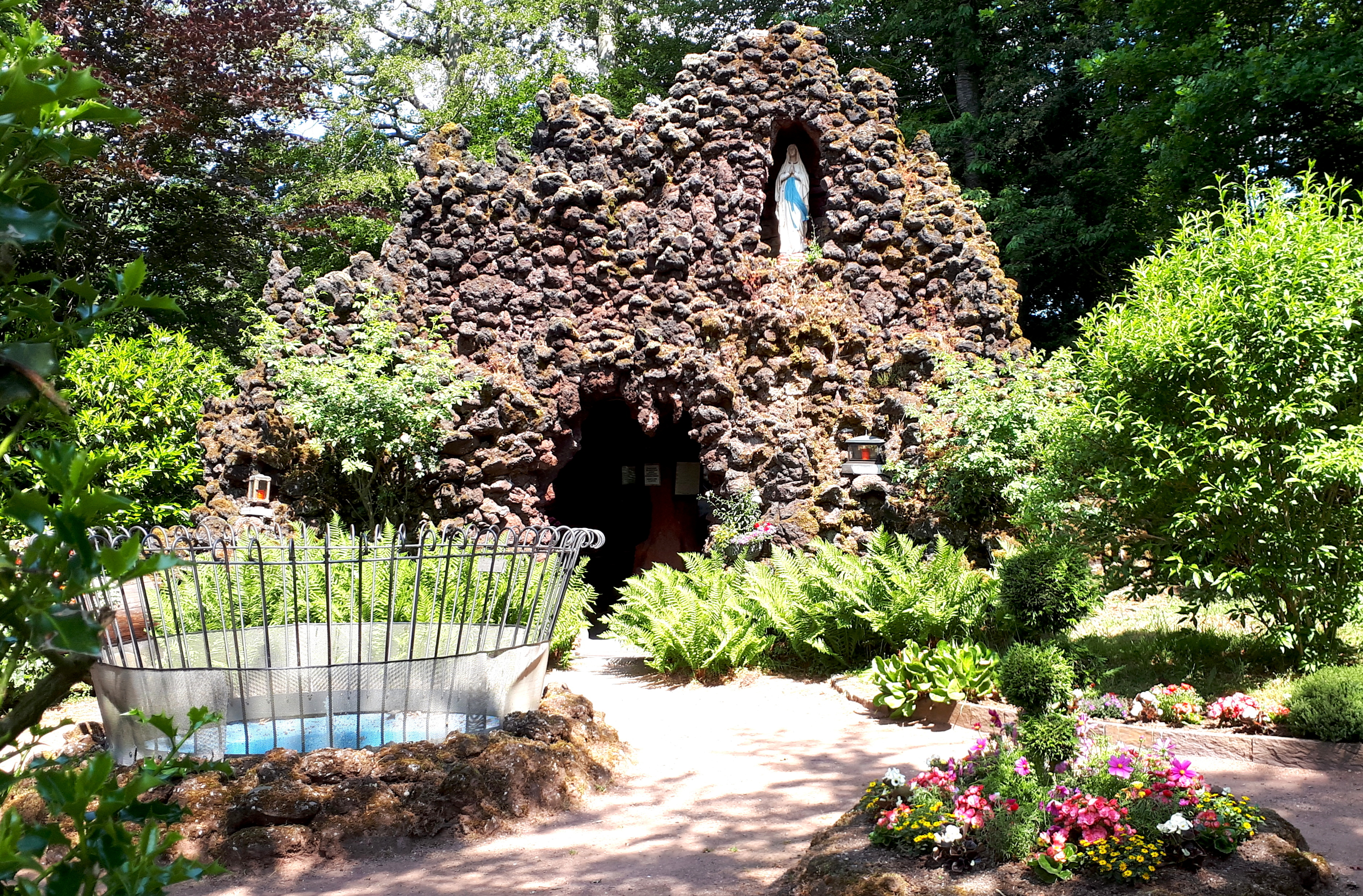
Lourdesgrotte

Die AVV-Buslinie 84 der ASEAG verbindet Rohren mit Monschau, Höfen und Imgenbroich. Zusätzlich verkehrt der NetLiner.
| Linie             | Verlauf |
| ----------------- | --- |
| 84                | Monschau Altstadt – Höfen – Alzen – Rohren – Widdau – Imgenbroich |
| NetLiner Monschau | NetLiner: Fährt 30 min. nach der Buchung. Fährt Mo-Fr von 8–12 Uhr und von 15–21 Uhr. Bedient: Monschau Altstadt, Imgenbroich, Konzen, Mützenich, Kalterherberg, Höfen, Alzen, Rohren, und Widdau |

## Wappen
| Wappen der früheren Gemeinde Rohren | Blasonierung: „Unter rotem Schildhaupt, darin ein linksgerichtetes goldenes (gelbes) Horn mit silbernen (weißen) Beschlägen; in Gold (Gelb) ein grüner Buchenbaumstumpf und zwei daraus wachsenden Buchenzweigen mit je fünf Blättern.“ |
| Wappen der früheren Gemeinde Rohren | Wappenbegründung: Das Horn ist das Attribut des hl. Cornelius, dem Pfarrpatron der Gemeinde. Der Baumstumpf symbolisiert den Ortsnamen; Rohren wird einerseits mit "Roden" in Verbindung gebracht, da es aus dem Forstbezirk der sogenannten Widdauer Hut gerodet worden ist. Andererseits wird es auch mit "Roider" in Verbindung gebracht, womit im Mittelalter Personen gemeint waren, die Holzschüsseln herstellen. |